# 劉中興黨部
劉中興黨部，是中華民國政黨中國國民黨內的特種黨部，主要負責中華民國警察系統。最早直接設置在內政部警政署督察室，在2000年陳水扁當選總統，民主進步黨成為執政黨後，退出督察室，其下轄的各縣市黨部也改為民間活動。

## 歷史
劉中興黨部，是國民黨內的特種黨部，主要活動於內政部警政署。在內政部警政署刑事警察局設有曹大風黨部。在各縣市警局也各有分支黨部，如臺北市政府警察局與高雄市政府警察局，設有「劉漢強黨部」。
1995年，顏世錫擔任警政署長時，下令劉中興黨部退出行政工作。中國國民黨籍的高階警官，只能在下班時間負責黨務聯絡工作，透過退休警察協會、警友會等，來推動黨務，為中國國民黨助選。
2000年總統大選，陳水扁當選中華民國總統，政黨輪替。劉中興黨部搬離警政署。各縣市分支黨部也解散，加入各地國民黨服務社。